# Histoire philatélique et postale de la France

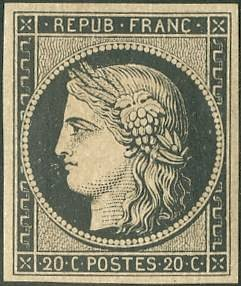
Vingt centimes noir au type Cérès, émis le 1 1 1849. Il s'agit du premier timbre français.

Ceci est une introduction à l'histoire postale et philatélique  de la France.

## Des origines à la Révolution française

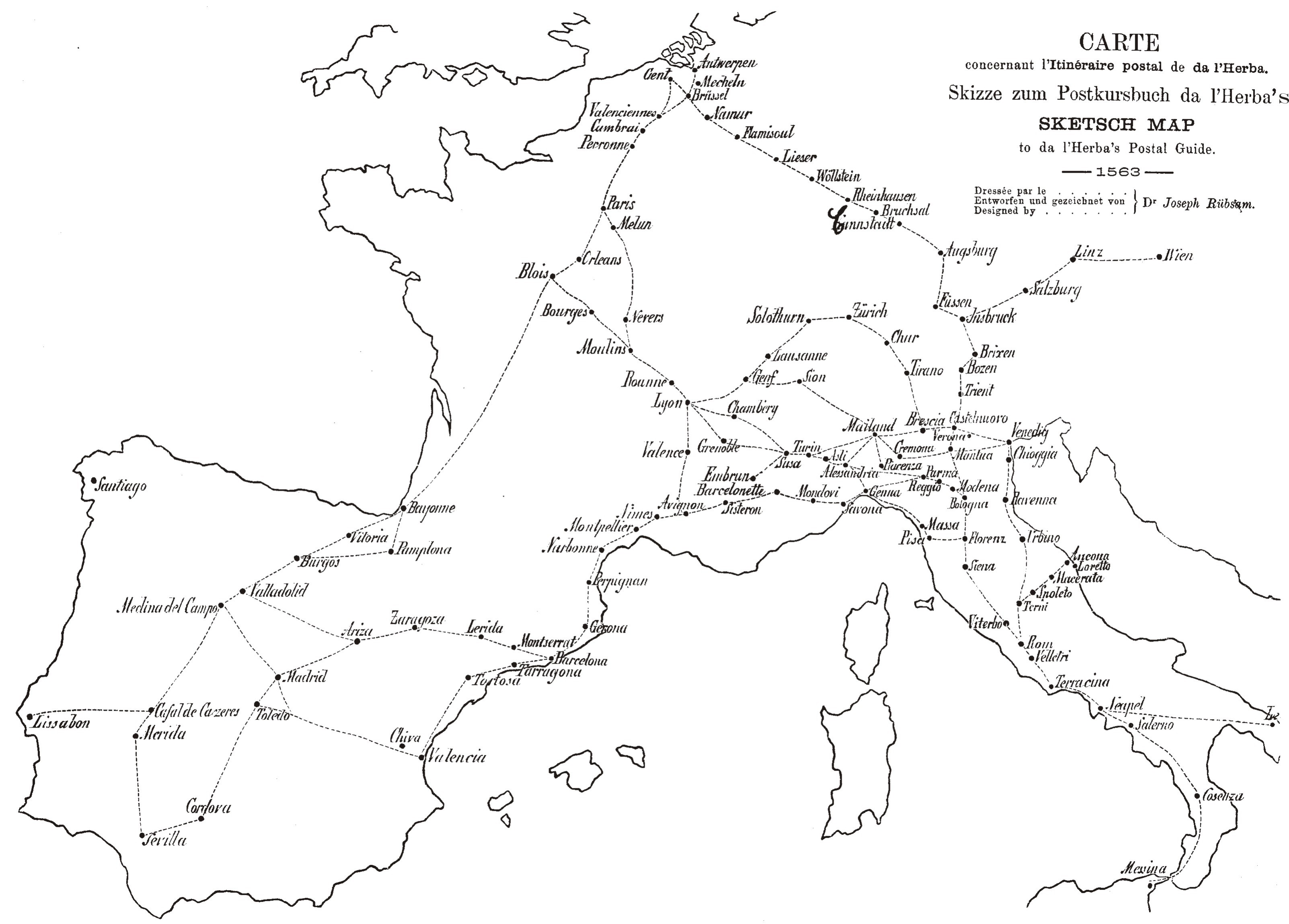
Routes postales en 1563.

Comme pour l'ensemble de l'Europe, le service postal mis en place par les romains, qui faisait lui-même suite à un premier réseau gaulois, est anéanti par les grandes invasions (Chauvet 2002, p. 17).
Vers 1477, le roi Louis XI crée les chevaucheurs de l’écurie du roi pour transmettre ses messages. En effet, pour mettre fin aux désordres engendrés par la guerre de Cent Ans, il met en place un moyen de gérer ses communications rapides à longues distances (Charbon, Marchand et Oger 1996, p. 26). Cela se traduit notamment par la mise en place de relais de poste pour assurer la rotation des chevaux.
Le centre de ce réseau se situe au Plessis-lèz-Tours et dessert notamment Orléans, Paris, Boulogne-sur-Mer (vers l'Angleterre), Bordeaux, Arras (vers la Flandre française), Lyon (vers la Savoie, la Provence et le Languedoc).

## De la Première République à 1848

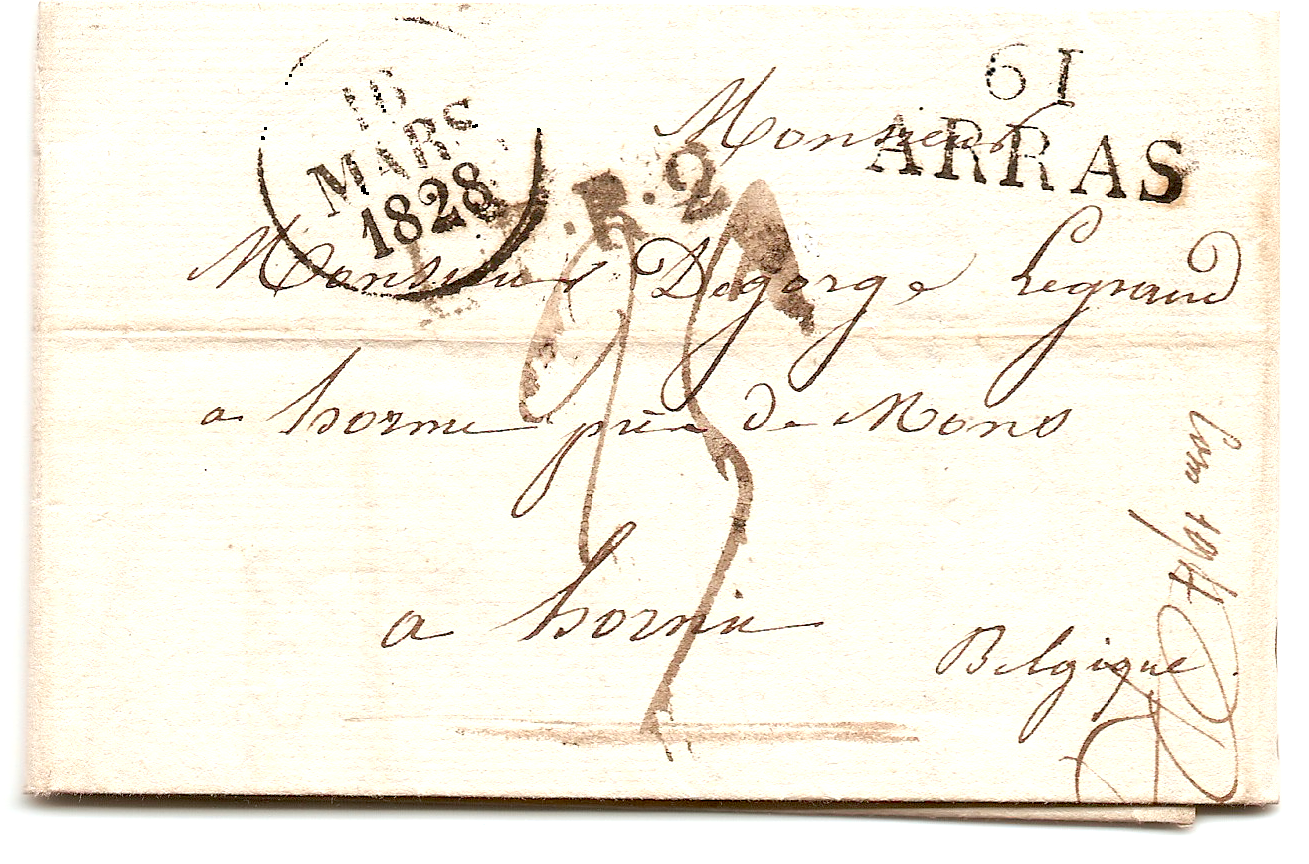
Lettre de 1828 avec marque postale linéaire « 61 Arras ».

La Révolution française organise la France en départements, induisant ainsi une profonde réforme du système administratif et postal. Une des conséquences visibles est l'apparition des marques postales linéaires avec numéro de département : les premiers départements de 1790 sont numérotés de 1 à 83, et les départements ultérieurement créés reçoivent ensuite les numéros suivants. Les plis postaux sont revêtus d'un cachet portant le numéro du département au départ du courrier et la taxe est payée par le destinataire.
À partir d'avril 1830, la poste rurale est créée en France : 5 000 facteurs sont recrutés pour distribuer les correspondances dans toutes les communes du pays.

## De la Deuxième République à la Troisième République

### Louis-Napoléon Bonaparte (président de la Deuxième République)
En 1852, l'administration postale met en service les cachets d'oblitération par losange petits chiffres caractéristiques de cette période.

### Second Empire

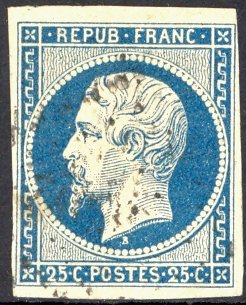
Timbre représentant Napoléon III.

Louis-Napoléon Bonaparte, empereur des Français sous le nom de Napoléon III, figure sur les séries de timbres d'usage courant de France et de ses colonies de septembre 1852 jusqu'à la chute du Second Empire.
La période troublée de la guerre de 1870 est particulièrement riche en évènements postaux et philatéliques : 
- campagne contre la Prusse ;
- Siège de Metz (1870) ;
- Siège de Paris (1870) avec notamment l'utilisation de ballons montés, de pigeongrammes ou de boules de Moulins dans la Seine ;
- nouvelles émissions (siège de Paris, émission du gouvernement provisoire de Bordeaux) ;
- Commune de Paris (1871) ;
- courriers de prisonniers ;
- occupation allemande en Alsace-Lorraine.

## Troisième République

### Les timbres préoblitérés
En France, des timbres préoblitérés sont confectionnés par les postiers dès les années 1860 pour faciliter l'affranchissement et l'oblitération d'envois en grand nombre par un même expéditeur, souvent une entreprise de commerce. Après une expérience de timbres surchargés uniquement en 1893, les préoblitérés de France sont régulièrement émis à partir de 1920.

### Les oblitérations mécaniques

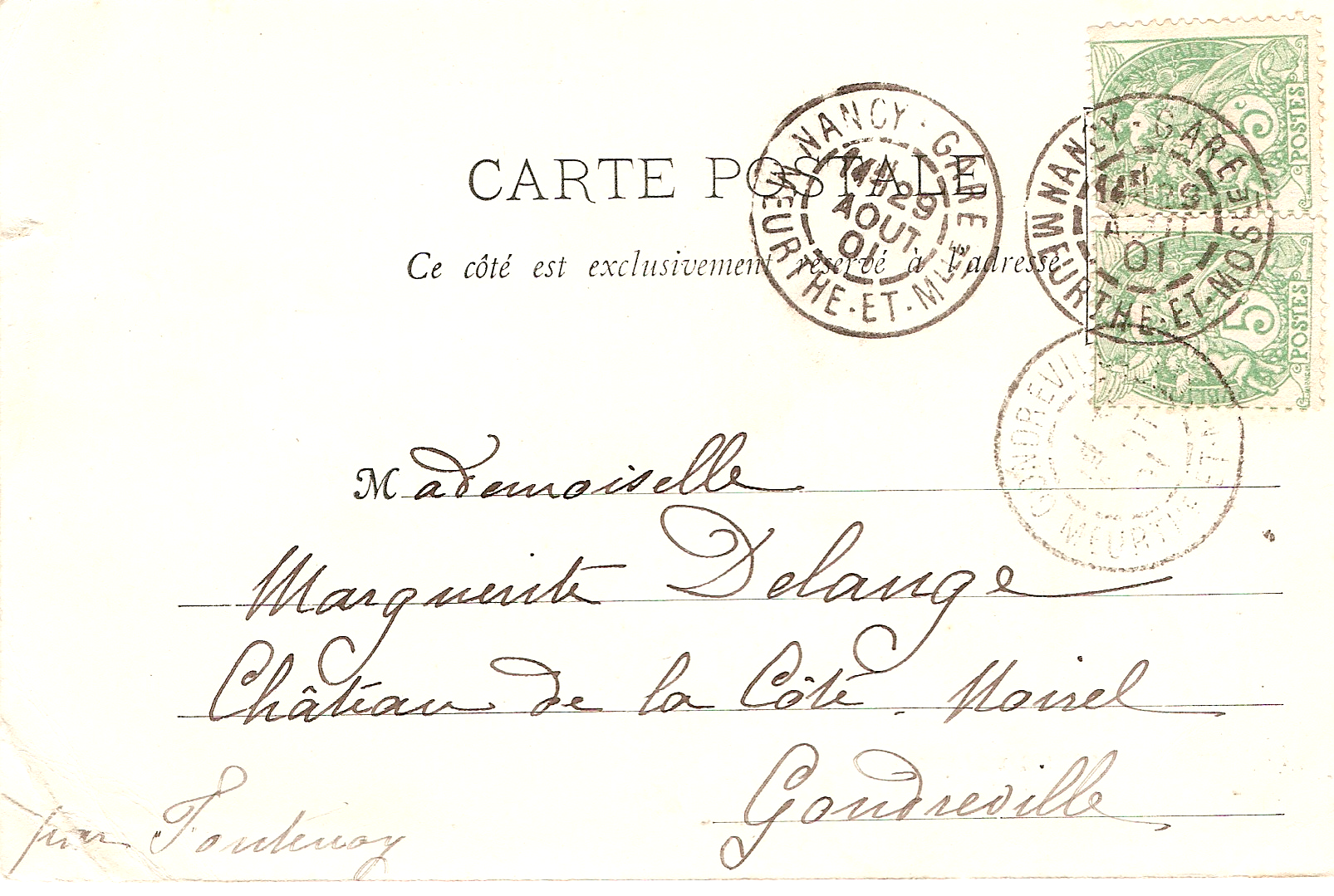
Carte postale oblitérée avec une machine Daguin. Les 2 cachets ont des légendes différentes.

Face à la croissance du courrier à gérer, l'administration des postes cherche des procédés pour oblitérer automatiquement le courrier. La première machine à oblitérer est inventée par l'ingénieur Eugène Daguin. Sous le nom de machine Daguin, elle est mise en service en juin 1884 à Paris ; son rendement était de 3 000 lettres par heure.
Dans un premier temps, l'objectif est de rendre plus visible la date d'expédition : on utilise donc deux cachets dateurs, l'un pour oblitérer, l'autre pour montrer la date.
Pour reconnaitre une empreinte Daguin, il faut vérifier un écartement constant de 28 millimètres entre les centres des deux cachets, et rechercher des différences dans les cachets.

### De 1900 à 1913
Cette époque marque une transition philatélique très importante avec l'arrêt des types Sage (Paix et Commerce) pour les premières émissions du vingtième siècle et l'apparition des Semeuses.

### La Première Guerre mondiale

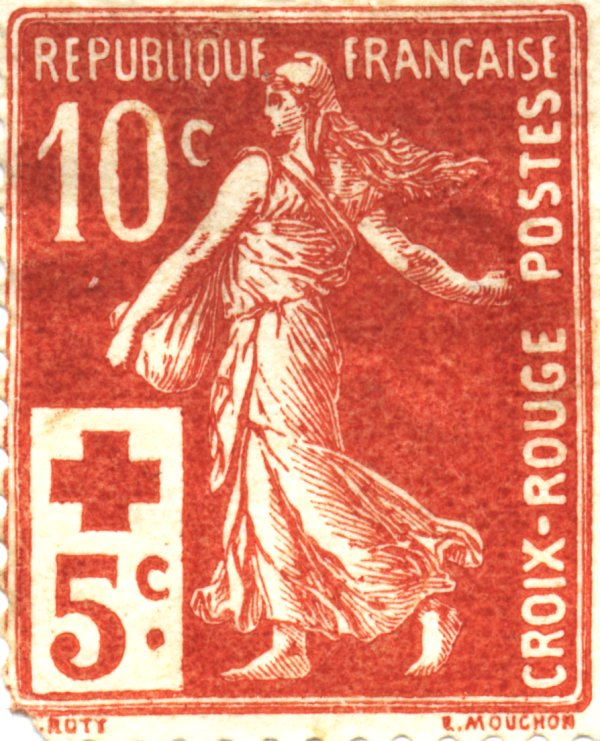
Timbre au type Semeuse de 10 centimes portant une surtaxe de 5 c au bénéfice de la Croix-Rouge.

Le 3 août 1914, la France déclare la guerre à l'Allemagne et s'engage dans un conflit de 4 ans. Pendant cette période les tarifs postaux demeurent relativement stables et il n'y a pas d'émission de nouveaux timbres courants.
On note cependant une innovation philatélique importante : l'apparition de surtaxes à des fins humanitaires. En 1914, deux timbres au type Semeuse (10c rouge) portent une surtaxe de 5 centimes au profit de la Croix-Rouge. Il s'agit d'abord d'une simple surcharge, puis un timbre spécial est imprimé. En 1917, une autre série marque le début des timbres figuratifs en France. Il s'agit également d'une série surtaxée, mais au profit des pupilles de la Nation.

## La Cinquième République

### La construction européenne

#### Les émissions Europa
En 1956, la France participe à la première émission des timbres Europa avec cinq autres pays : l'Allemagne, la Belgique, l'Italie, le Luxembourg et les Pays-Bas.

#### Le passage à l'euro
En 1988, l'administration procède à une première préfiguration de l'euro en apposant une surcharge de 0,31 ECU sur un timbre Liberté de Gandon. On peut également considérer les émissions avec un code de tarif comme une autre façon de se rendre indépendant d'un changement monétaire. En 1999 quelques timbres sont émis avec une « traduction » de la valeur faciale en euro. En 2000 et 2001, cette mesure devient systématique. À partir de 2002, l'euro est la seule monnaie utilisée sur les timbres de France.
Cependant les timbres français libellés en francs et en anciens francs, sauf quelques exceptions démonétisées, restent valables pour l'affranchissement du courrier.

## Les particularités régionales

### La Savoie et les Alpes-Maritimes
La Savoie est une zone géographique charnière entre la France et l'Italie ; son histoire postale est le reflet de cette double appartenance :
- de 1416 à 1792, son histoire se confond avec celle du duché de Savoie ;
- de 1792 à 1815, la Savoie est annexée par la France et se voit doter du même système postal ;
- à la suite du traité de Paris de 1815, la Savoie retourne vers l'influence italienne à travers le royaume de Sardaigne (c'est dans ce contexte qu'elle vivra la réforme postale) ;
- enfin en 1860, à la suite de son annexion, son histoire philatélique et postale redevient française.

Les Alpes-Maritimes ont un parcours assez voisin de celui de la Savoie.